# Ла-Жеме-Понтеро
Ла-Жеме-Понтеро (фр. La Jemaye-Ponteyraud) — муніципалітет у Франції, у регіоні Нова Аквітанія, департамент Дордонь. Ла-Жеме-Понтеро утворено 1 січня 2017 року шляхом злиття муніципалітетів Ла-Жеме i Понтеро. Адміністративним центром муніципалітету є Ла-Жеме. Населення — 150 осіб (01.01.2021).